# Obrida
Obrida är ett släkte av skalbaggar. Obrida ingår i familjen långhorningar.
Kladogram enligt Catalogue of Life:
| Obrida | \| \| Obrida comata \| \| \| \| \| \| Obrida fascialis \| \| \| \| |
|        | \| \| Obrida comata \| \| \| \| \| \| Obrida fascialis \| \| \| \| |
|        | Obrida comata                                                      |
|        |                                                                    |
|        | Obrida fascialis                                                   |
|        |                                                                    |